# Ernesto de Curtis
Ernesto de Curtis (Nàpols, Campània, Itàlia, 4 d'octubre de 1875 - 8 d'octubre de 1938) fou un compositor italià.
Aprengué música sense mestre, dedicant-se a compondre cançons de tipus napolità, que correrien per a tot el món, assolin una gran popularitat i elevant a gran altura aquest gènere de música, especialment en les afortunades:
- A prima volta,
- Torna a Surriento,
- Á sorrentina,
- Sona chitarra,
- Voce é notte,
- Canzone é Napule, entre d'altres moltes.